# Animation With You
"Animation With You" (Animation With You ～ヲタイリッシュ・ステッカー付) é um maxi-single da banda Japonesa de metal alternativo Kiba of Akiba. O single é um relançamento do primeiro extended play (EP) da banda, CD Tsuki Wotairisshu Kan Badge Set. Ele foi lançado no Japão dia 28 de agosto de 2013.

## Faixas
1. "Animation With You"
2. "Internet In Da House"
3. "Final☆Quest" (ファイナル☆クエスト)